# Austrodecus (Microdecus) confusum
Austrodecus (Microdecus) confusum is een zeespin uit de familie Austrodecidae. De soort behoort tot het geslacht Austrodecus. Austrodecus (Microdecus) confusum werd in 1957 voor het eerst wetenschappelijk beschreven door Stock. 